# Enrique García Moreno
Enrique García Moreno fue un militar español que luchó en la guerra civil española a favor de la República.

## Participación en la Guerra Civil
Al iniciarse la sublevación era teniente separado del Ejército y con residencia en Águilas (Murcia).
En febrero de 1937, y ya como comandante de infantería, se le da el mando de la recién creada 80.ª Brigada Mixta en el sector de Jaén-Granada, siendo sustituido por el comandante Antonio Gallego Abril. A finales de marzo manda por un tiempo la 19.ª Brigada Mixta en sustitución del comandante Manuel Márquez, quien está formando la 18.ª División. Será pronto sustituido por el comandante Miguel González Pérez-Caballero. 
A finales de marzo o principios de abril se le da el mando de la 25.ª Brigada Mixta, en sustitución de Julio Dueso, la cual acaba de luchar de forma destacada en la Batalla de Pozoblanco y con la que participará en el contraataque sobre Espiel.  Con dicha unidad pasará primero a la reserva del Ejército del Sur, formando parte de la 24.ª División, y a finales de 1937 al VIII Cuerpo de Ejército, formando parte de la 63.ª División.
A finales de año será sustituido al frente de la 25.ª BM por el comandante José Costell Salido.